# ورزش در لهستان

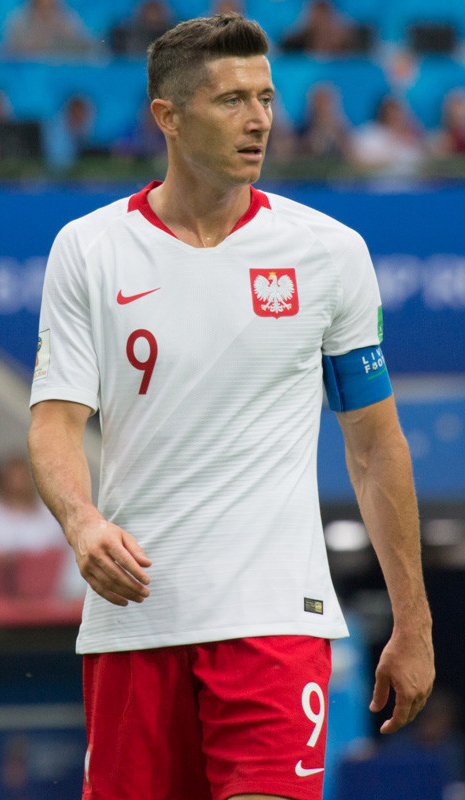
رابرت لواندوفسکی ورزشکار محبوب در سال ۲۰۱۸

ورزش در لهستان تقریباً شامل تمام رشته‌های ورزشی می‌شود. از جمله ورزش‌های پرطرفدار در بین مردم لهستان می‌توان به فوتبال (پرطرفدارترین ورزش)، والیبال، موتور سواری سرعتی، اسکی پرش، دو و میدانی، هندبال، بسکتبال، تنیس و ورزش‌های رزمی اشاره کرد. اولین راننده لهستانی فرمول یک، رابرت کوبیکا، علاقه مندان به مسابقات فرمول یک را به لهستان آورده است. والیبال یکی از پرطرفدارترین ورزش‌های این کشور است که تاریخچه ای غنی در مسابقات بین‌المللی دارد.
کوه‌های لهستان مکانی ایده‌ال برای پیاده‌روی، اسکی و دوچرخه‌سواری در کوهستان است و سالانه میلیون‌ها گردشگر را از سراسر جهان به خود جذب می‌کند. اسکی کراس و پرش با اسکی از ورزش‌های تلویزیونی پرطرفدار هستند که در هر مسابقه بین ۴ تا ۵ میلیون بیننده این مسابقات را دنبال می‌کنند. یوستینا کوالچیک، داوید کوبچی، آدام ماویش و کامیل استوخ از ورزشکاران شناخته شده در این ورزش هستند. سواحل و استراحتگاه‌های بالتیک مکان‌های محبوبی برای ماهیگیری، قایق‌رانی، کایاک سواری و طیف گسترده‌ای از دیگر ورزش‌های آبی هستند.

## ورزش‌های پرطرفدار

### فوتبال
فوتبال محبوب‌ترین ورزش در لهستان است. بیش از ۴۰۰۰۰۰ لهستانی به‌طور منظم فوتبال بازی می‌کنند و میلیون‌ها نفر دیگر نیز به صورت سرگرمی بازی می‌کنند. تیم ملی فوتبال لهستان برنده مسابقات فوتبال المپیک ۱۹۷۲ و همچنین در سال‌های ۱۹۷۶ و ۱۹۹۲ نایب قهرمان شد. لهستان ۹ بار در جام جهانی ۱۹۳۸، ۱۹۷۴، ۱۹۷۸، ۱۹۸۲، ۱۹۸۶، ۲۰۰۲، ۲۰۰۶، ۲۰۱۸ و ۲۰۲۲ حضور داشته است و موفقیت‌های قابل توجهی کسب کرده است و در هر دو جام جهانی ۱۹۷۴ آلمان و جام جهانی ۱۹۸ اسپانیا سوم شد.
تیم نوجوانان لهستان همچنین در صحنه بین‌المللی به موفقیت‌هایی دست یافته است و در فینال جام جهانی فوتبال زیر ۲۰ سال ۱۹۸۳ به مقام سوم دست یافت، در فینال جام جهانی زیر ۲۰ سال فیفا در سال ۱۹۷۹ چهارم شد و در فینال جام جهانی زیر ۱۷ سال ۱۹۹۳ چهارم شد بود. آنها در جام جهانی فوتبال زیر ۲۰ سال ۲۰۱۹ نیز میزبان بودند.

#### یورو ۲۰۱۲
لهستان در سال ۲۰۱۲ به همراه اوکراین میزبان یورو ۲۰۱۲ بود. این اولین بار بود که لهستان میزبان رویدادی به این بزرگی در عرصه فوتبال بود. به منظور برآورده ساختن نیاز یوفا برای بهبود زیرساخت‌ها، استادیوم‌های جدیدی نیز ساخته شد. شهرهای میزبان در این کشور شامل ورشو، گدانسک، وروتسواف و پوزنان بودند که همگی مقاصد گردشگری محبوب هستند.

### والیبال
لهستان میزبان مسابقات قهرمانی جهانی مردان FIVB در سال ۲۰۲۲ بود که در آن مدال نقره، والیبال قهرمانی مردان جهان ۲۰۱۴ را به دست آورد. در این مسابقات لهستان در فینال با دانمارک که موفق به کسب مدال طلا و کسب مسابقات قهرمانی والیبال مردان اروپا ۲۰۱۳ شد رقابت کرد. تیم ملی والیبال مردان لهستان از سال ۱۹۶۵ تاکنون ۱۴ مدال از مسابقات بین‌المللی به دست آورده است، همچنین لیگ جهانی والیبال ۲۰۱۲ را با پیروزی ۳–۰ مقابل ایالات متحده در فینال برد. در سال ۲۰۱۸، لهستان با غلبه بر برزیل در فینال (۳–۰) از عنوان قهرمانی جهان در مسابقات قهرمانی والیبال قهرمانی مردان جهان ۲۰۱۸ دفاع کرد. تیم ملی لهستان در حال حاضر در رده اول جهان قرار دارد.
هوبرت یرزی واگنر معروف به"Kat" مربی موفقی بود که تیمش مدال طلای بازی‌های المپیک تابستانی ۱۹۷۶ را کسب کرد.

## بازی‌های المپیک
کمیته المپیک لهستان در سال ۱۹۱۸ ایجاد شد و در سال ۱۹۱۹ به رسمیت شناخته شد. این کشور از سال ۱۹۲۴، به جز تحریم بازی‌های المپیک تابستانی ۱۹۸۴ به میزبانی شوروی در بازی‌های المپیک حضور داشته است.

## لیگ‌های ورزشی
- لیگ برتر فوتبال لهستان

## رویدادها
- بازی‌های اروپایی ۲۰۲۳
- قهرمانی کشتی جهان ۱۹۷۴
- قهرمانی کشتی جهان ۱۹۸۲
- قهرمانی کشتی جهان ۱۹۹۷
- لیگ جهانی والیبال ۲۰۰۱
- لیگ جهانی والیبال ۲۰۰۷

## ورزشکاران مشهور

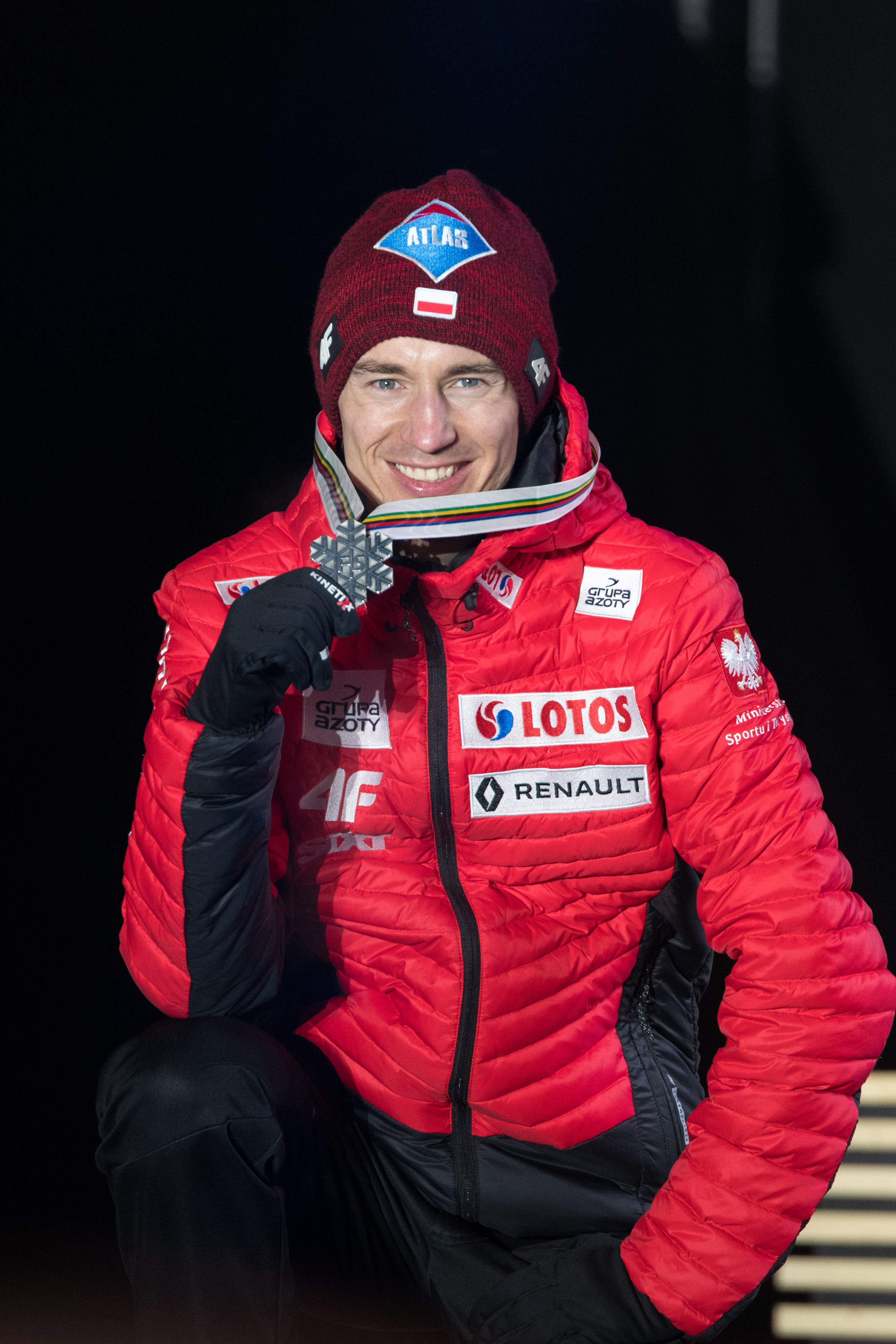
کامیل استوخ
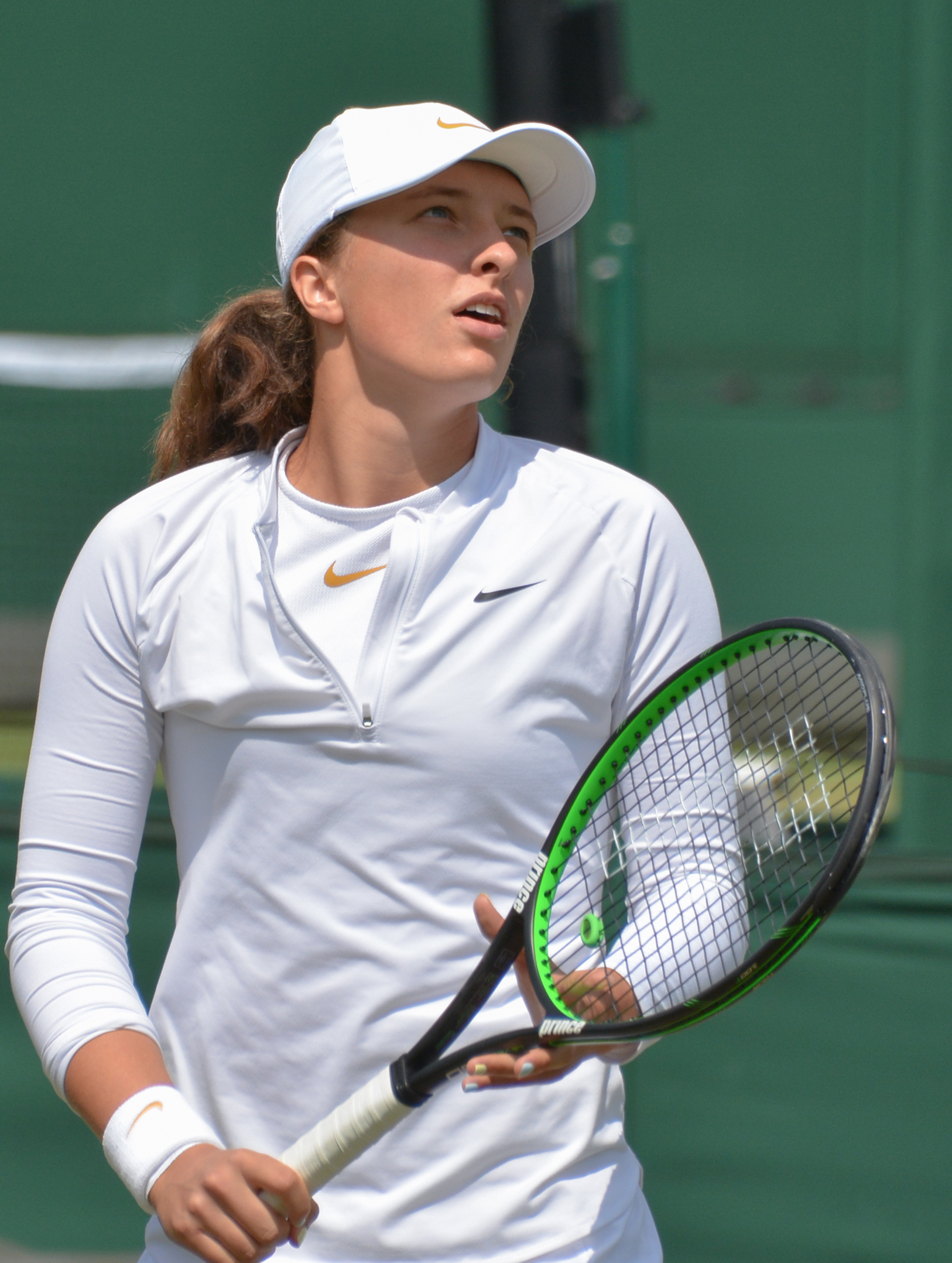
ایگا شفیونتک
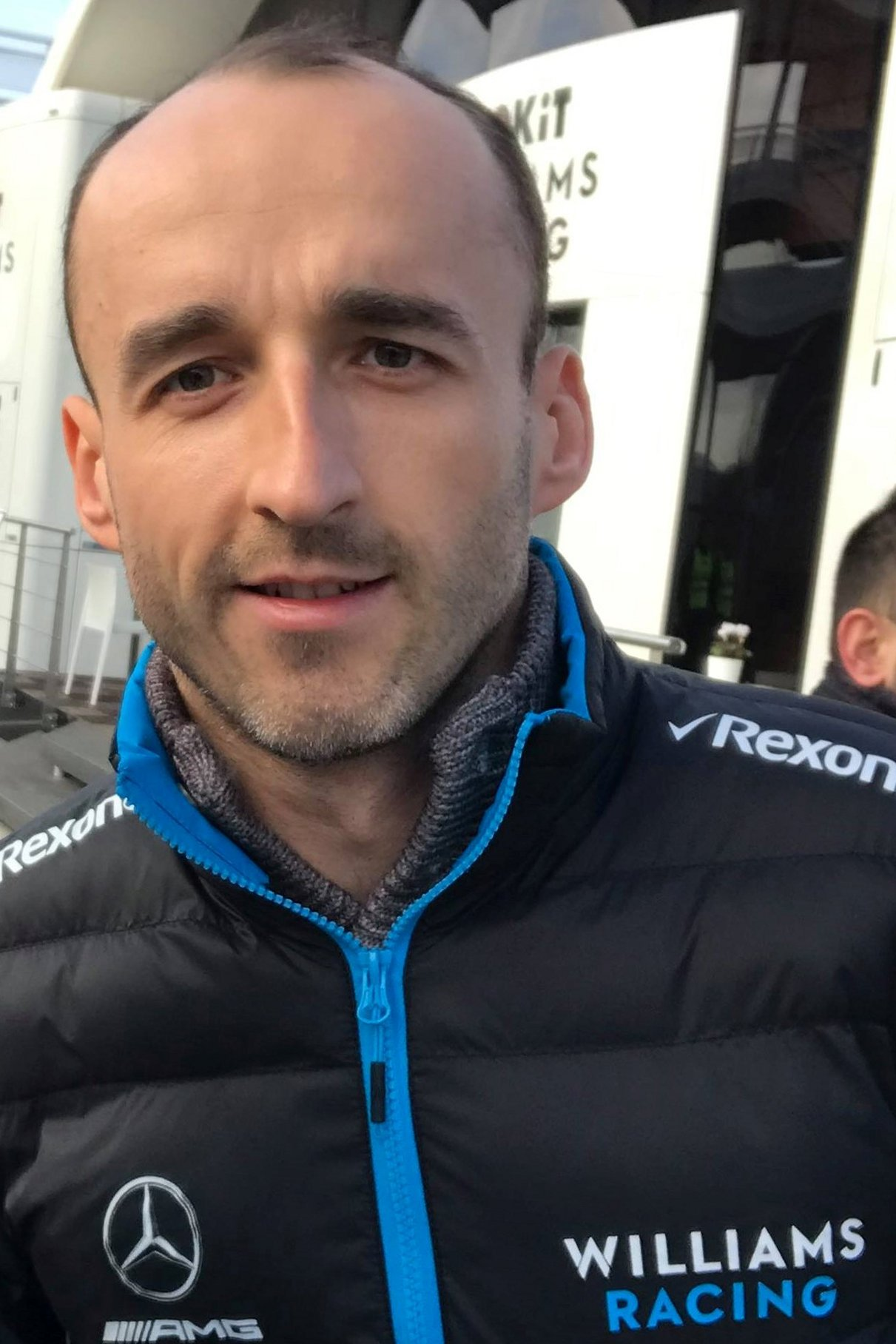
رابرت کوبیکا
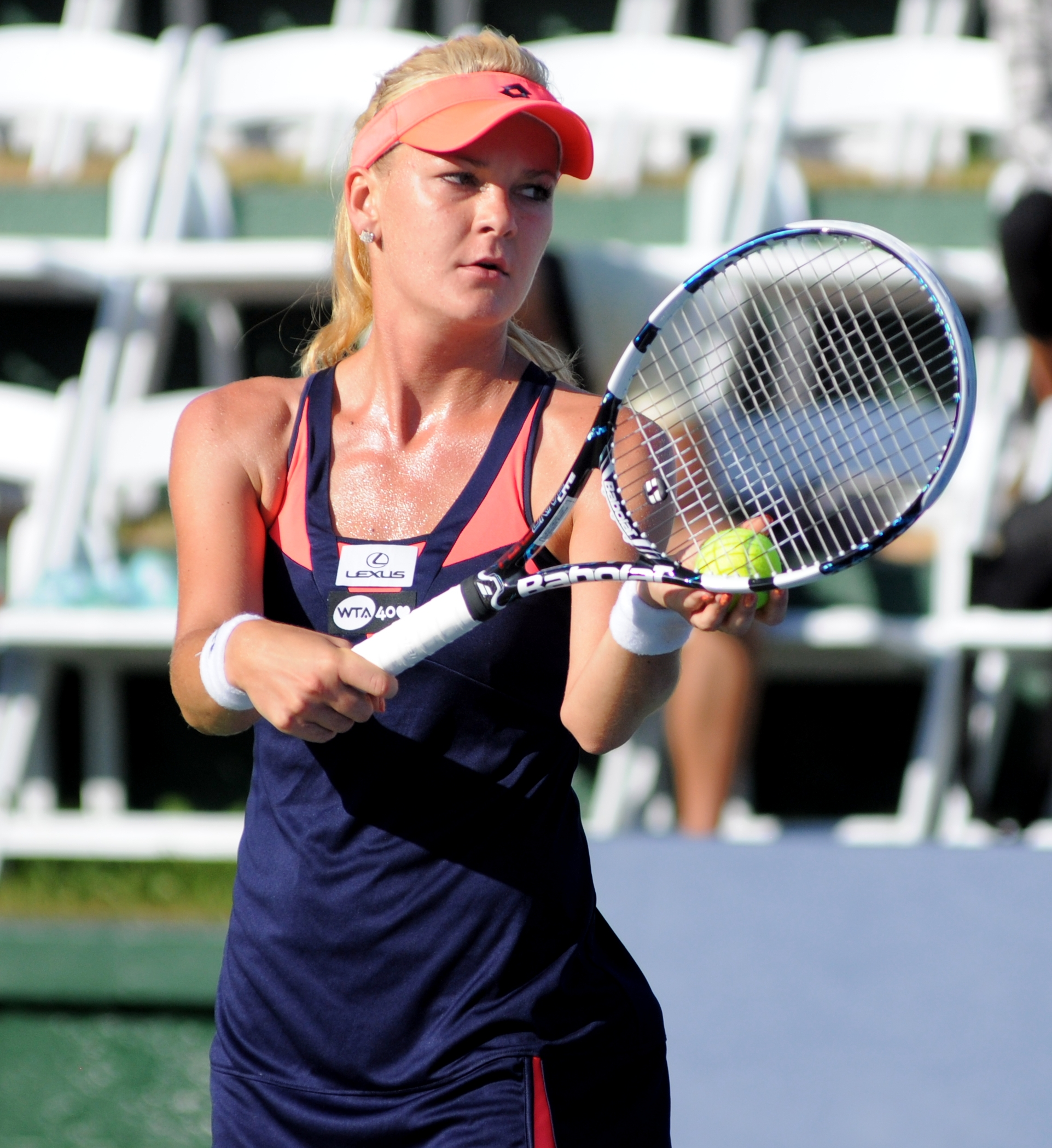
آگنیشکا رادونسکا
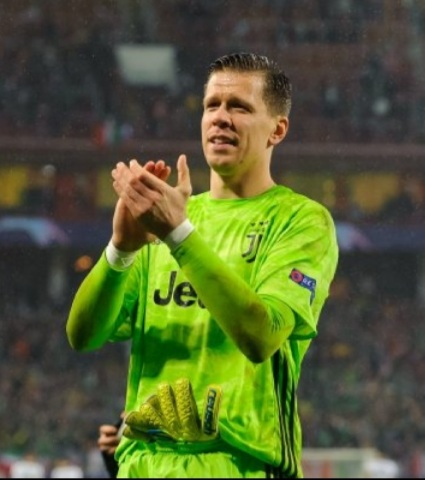
وویچیخ شچنسنی
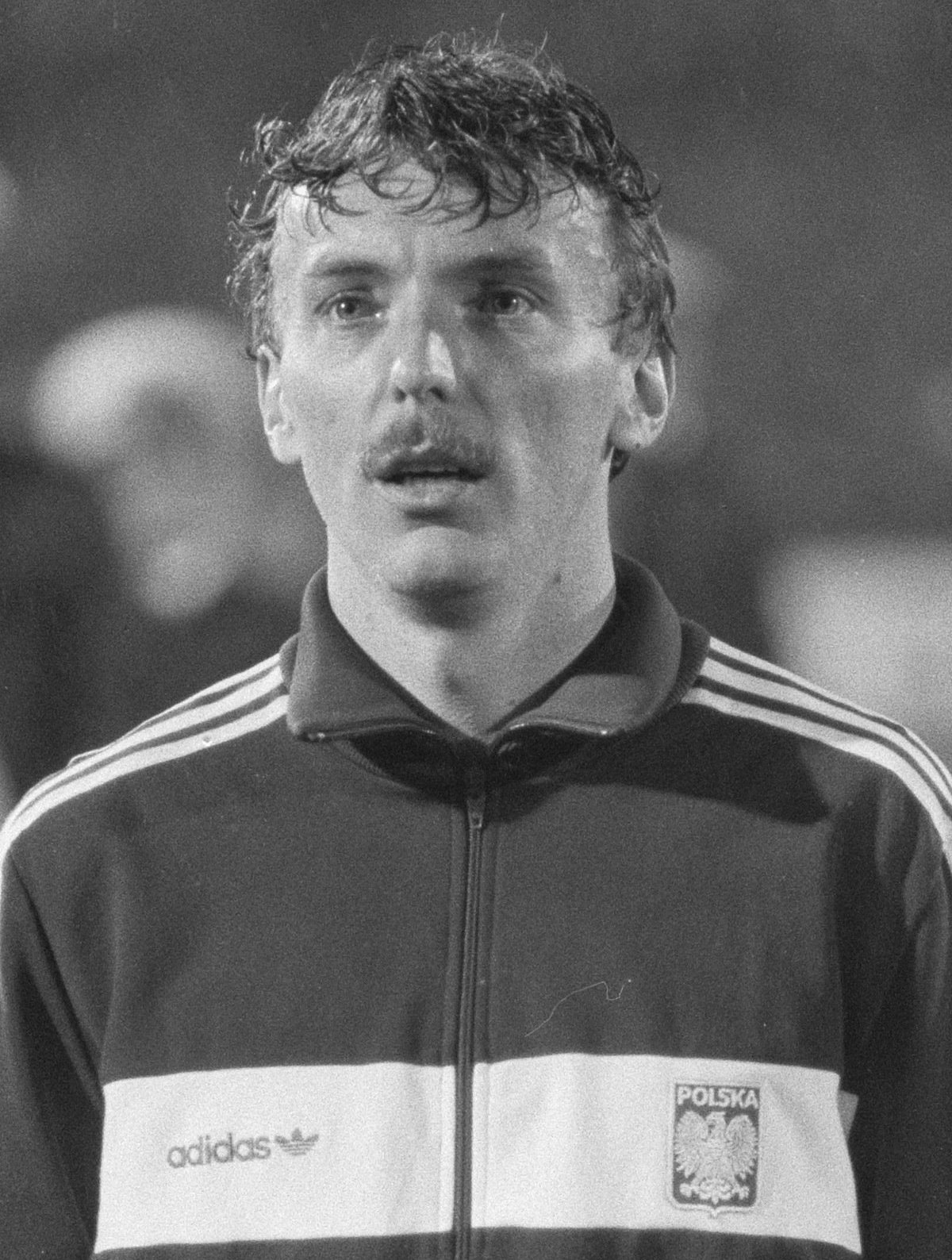
زبیگنیو بونیک
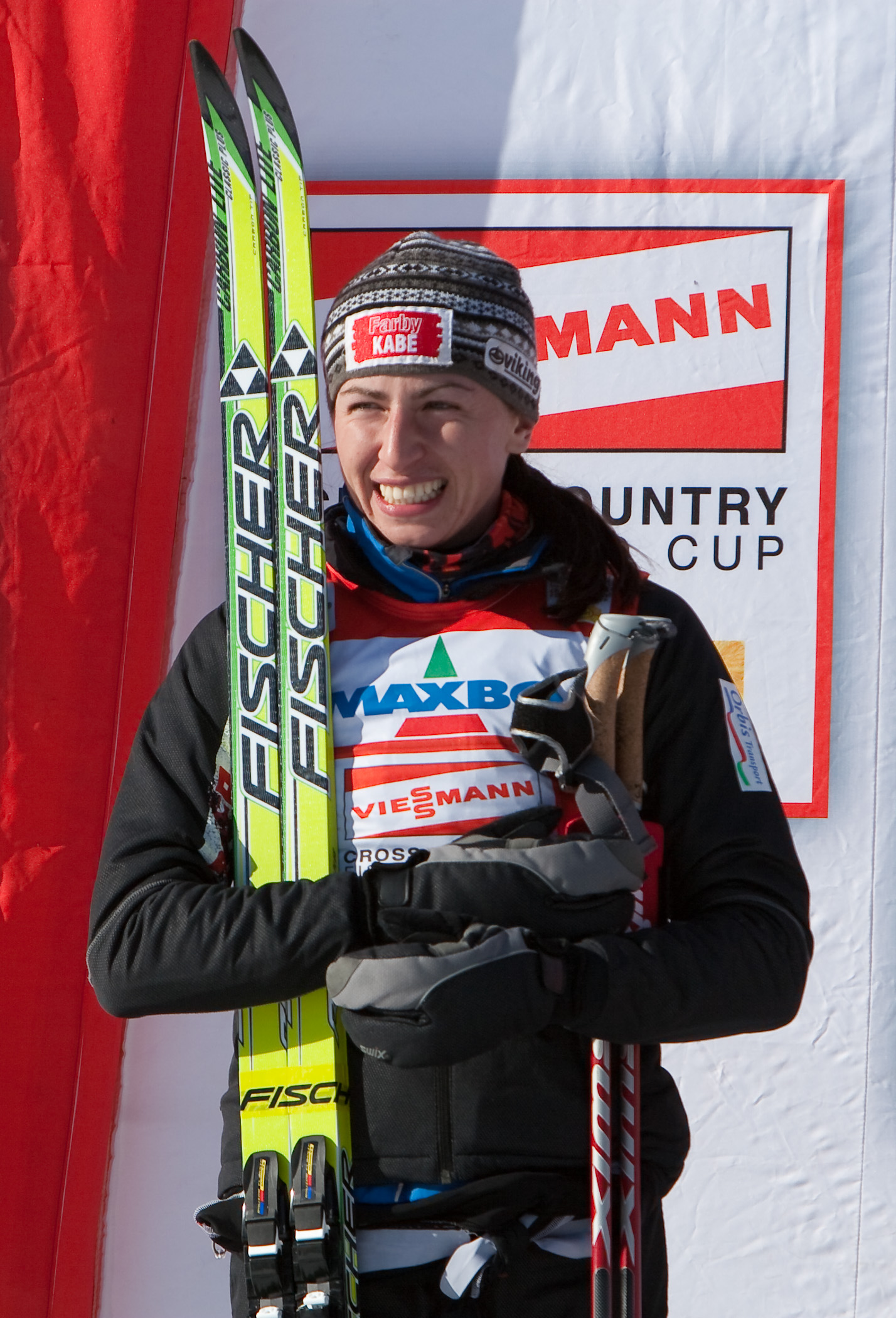
یوستینا کوالچیک
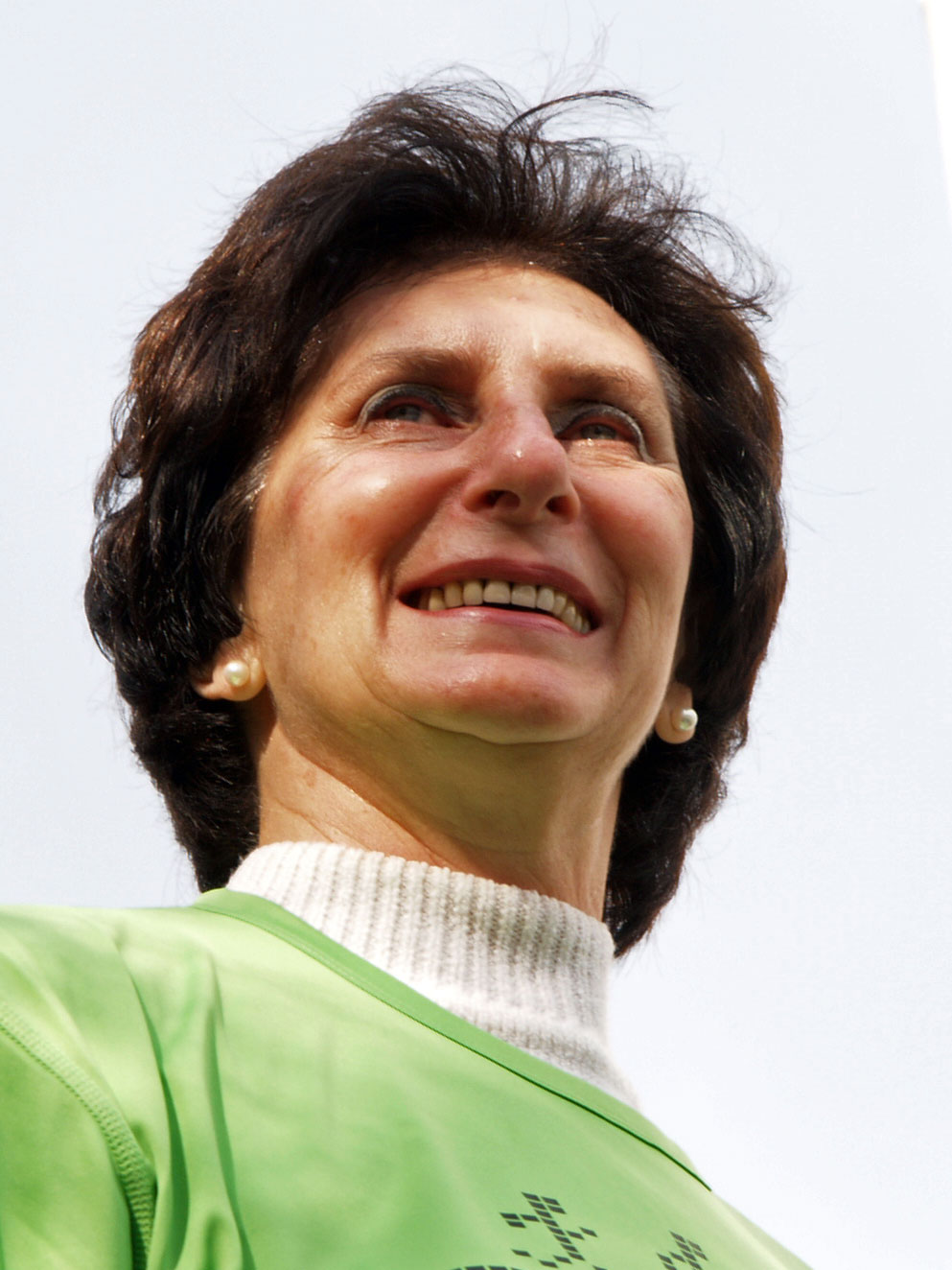
ایرنا شوینسکا
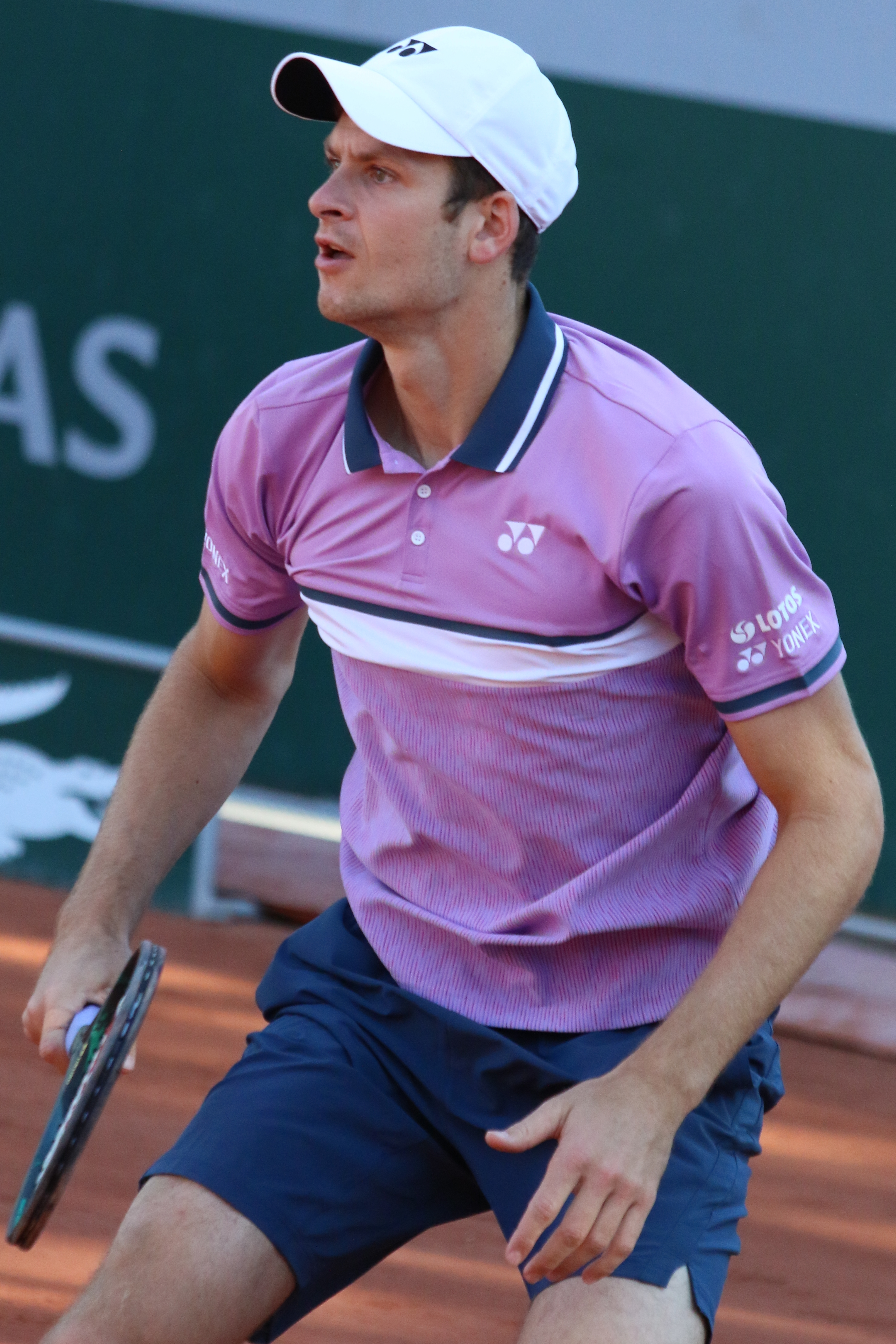
خوبرت خورکاچ
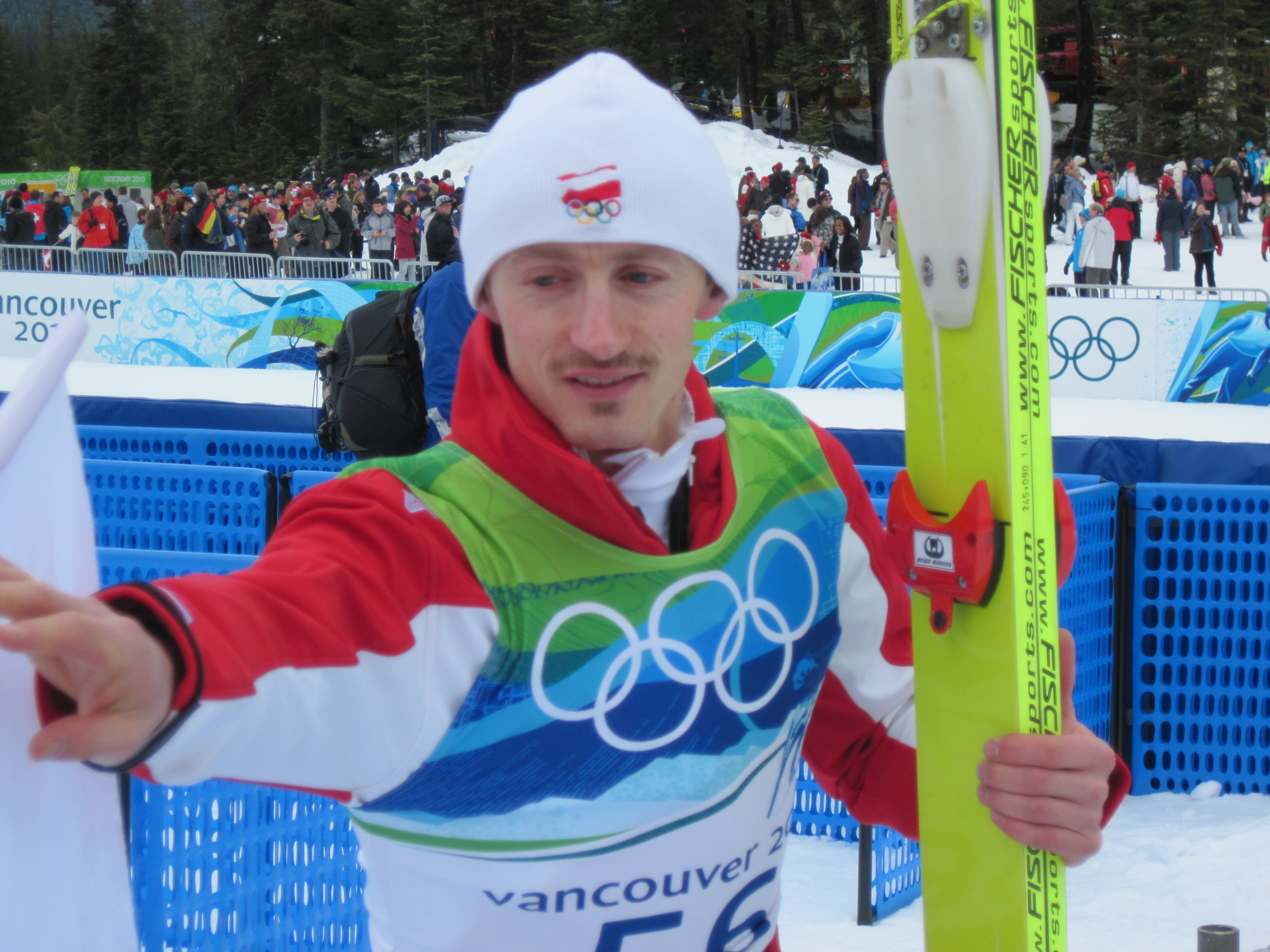
آدام ماویش